# M.J. Walker
James Michael Walker Jr., detto M.J. (Jonesboro, 28 marzo 1998), è un cestista statunitense.

## Palmarès
- McDonald's All-American Game (2017)